# 小行星5020
小行星5020即阿西莫夫星（英語：5020 Asimov）位于主行星帶，由美國天文學家謝爾特·巴斯於1981年3月2日發現，同日他還發現了小行星4923。該小行星以美國著名科幻小說作家艾萨克·阿西莫夫命名，星等為9.4。

## 外部連結
- Data concerning 5020 Asimov （页面存档备份，存于）
- 小行星5020 at the JPL Small-Body Database 
  - Close approach · Discovery · Ephemeris · Orbit diagram · Orbital elements · Physical parameters

| 前一小行星： (5019)1979 MS6 | 小行星列表 | 後一小行星： (5021)小行星5021 |